# Mehdia (ort i Algeriet)
Mehdia är en ort i Algeriet.   Den ligger i provinsen Tiaret, i den norra delen av landet, 190 km sydväst om huvudstaden Alger. Mehdia ligger 909 meter över havet och antalet invånare är 39 271.
Terrängen runt Mehdia är platt, och sluttar österut. Runt Mehdia är det ganska glesbefolkat, med 42 invånare per kvadratkilometer. Det finns inga andra samhällen i närheten. Omgivningarna runt Mehdia är i huvudsak ett öppet busklandskap.